# Torri Edwards
Torri Edwards (ur. 31 stycznia 1977 w Fontanie) – amerykańska sprinterka, brązowa medalistka igrzysk olimpijskich w Sydney. W 2003 zdobyła 3 medale na Mistrzostwach Świata w Paryżu. W 2004 została zawieszona na 2 lata za stosowanie dopingu podczas igrzysk olimpijskich. W listopadzie 2005 zakaz został cofnięty.
W 1999 otrzymała w konkurencji sztafety 4 x 100 m złoty medal uniwersjady, a także srebrny medal igrzysk panamerykańskich.

## Igrzyska olimpijskie
| Miejsce | Dzień       | Rok  | Miejscowość | Konkurencja        | Czas biegu | Strata   | Zwycięzca              |
| ------- | ----------- | ---- | ----------- | ------------------ | ---------- | -------- | ---------------------- |
| 16.     | 22 września | 2000 | Sydney      | bieg na 100 m      | 11,32 s    | -        | Ekaterini Thanou       |
| 9.      | 28 września | 2000 | Sydney      | bieg na 200 m      | 23,06 s    | -        | Pauline Davis-Thompson |
| DQ      | 30 września | 2000 | Sydney      | sztafeta 4 x 100 m | -          | -        | Bahamy                 |
| 8.      | 17 sierpnia | 2008 | Pekin       | bieg na 100 m      | 11,20 s    | + 0,42 s | Shelly-Ann Fraser      |
| NF      | 21 sierpnia | 2008 | Pekin       | sztafeta 4 x 100 m | -          | -        | Belgia                 |

## Mistrzostwa świata
| Miejsce | Dzień       | Rok  | Miejscowość | Konkurencja        | Czas biegu | Strata   | Zwycięzca               |
| ------- | ----------- | ---- | ----------- | ------------------ | ---------- | -------- | ----------------------- |
| DQ      | 11 sierpnia | 2001 | Edmonton    | sztafeta 4 x 100 m | -          | -        | Niemcy                  |
| złoto   | 24 sierpnia | 2003 | Paryż       | bieg na 100 m      | 10,93 s    | -        | -                       |
| srebro  | 28 sierpnia | 2003 | Paryż       | bieg na 200 m      | 22,47 s    | + 0,09 s | Anastasija Kapaczinska  |
| srebro  | 30 sierpnia | 2003 | Paryż       | sztafeta 4 x 100 m | 41,83 s    | + 0,05 s | Francja                 |
| 4.      | 27 sierpnia | 2007 | Osaka       | bieg na 100 m      | 11,05 s    | + 0,04 s | Veronica Campbell-Brown |
| 4.      | 31 sierpnia | 2007 | Osaka       | bieg na 200 m      | 22,65 s    | + 0,84 s | Allyson Felix           |
| złoto   | 1 września  | 2007 | Osaka       | sztafeta 4 x 100 m | 41,98 s    | -        | -                       |

## Rekordy życiowe
- 100 m - 10,78 (2008)
- 200 m - 22,28 (2003)